# Vundwe
Vundwe è una piccola isola disabitata della Tanzania. È situata nell'Oceano Indiano e fa parte dell'arcipelago di Zanzibar.

## Morfologia
L'isolotto si trova al largo della costa sudoccidentale di Unguja, a soli 300 metri a sud dell'isola di Uzi. La superficie di Vundwe è di 1,4 km2. Ha un'elevazione massima di circa 17 metri s.l.m. Le acque circostanti l'isola sono usate per attività di pesca commerciale da pescatori di Unguja e delle altre isole vicine.
Vundwe è relativamente isolata, e non è un'area protetta, a differenza della vicina Riserva Forestale Kiwengwa/Pongwe. L'isola ospita il colobo rosso di Zanzibar, una specie di colobo rosso endemica della vicina isola di Unguja, considerata endangered dalla IUCN Red List. La protezione di una specie a rischio è difficile in un'area non protetta, e l'habitat del colobo rosso è diminuito negli ultimi anni a causa dell'abbattimento degli alberi dell'isola, e di altri tipi di impatto umano, come avvelenamenti delle scimmie.
L'isola è ricoperta da una foresta di alberi ad alto fusto come i baobab Adansonia digitata.